# Yon Jo-hwa
Yon Jo-hwa (ur. 3 listopada 1998) – północnokoreańska zapaśniczka walcząca w stylu wolnym. Triumfatorka igrzysk wojskowych w 2019. Wojskowa wicemistrzyni świata w 2018. Mistrzyni Azji kadetów w 2013 i 2014 roku.